# Миллион лет до нашей эры 2
«Миллион лет до нашей эры 2» (фр. Sa majeste Minor) — французско-испанский художественный фильм, снятый режиссёром Жан-Жаком Анно в 2007 году. Несмотря на неправильную русскую локализацию названия, не является продолжением одноимённого французского комедийного фильма «Миллион лет до нашей эры», а оригинальное название фильма можно перевести как «Его величество Минор».

## Сюжет
Действие происходит в догомеровской Греции на островке в Эгейском море в маленьком племенном посёлке. Главный герой Минор, умственно-отсталый парень живёт в свинарнике и занимается скотоложеством со свиньями, в том числе и с его матерью, которая переродилась в теле свиньи после смерти (по крайней мере он уверен в этом). Минор забредает в волшебный лес, где встречает сексуально озабоченного фавна, так он всё время занимается сексом с нимфами, а когда никого поблизости нет — с деревом. К концу первой встречи изнасиловал и Минора. Минор часто наведывался к фавну за советами впоследствии.
Однажды парень влюбляется в невесту местного кифареда и наблюдая за ней с дерева, срывается с ветки и погибает. Но к великому чуду он воскресает и получает дар ритора, а также здравого мышления. Местное население, сочтя это знаком богов, делает его местным царём, и тот в свою честь объявляет 15 дней безделья.
В итоге, среди местного населения назревает недовольство, истощаются запасы еды. Минор начинает злоупотреблять своей властью и рушит здание семьи, чтобы перевести на холм идол с его изображением. После этого люди восстали против Минора и начали охоту на него…

## Создание
Это третий фильм Жан-Жака Анно, снятый на его родном языке после фильмов «Чёрное и белое в цвете» и «Удар головой» Данный фильм отличается необычностью сюжета и обильным количеством сексуальных сцен, а также сцены зоофилии и анального секса. По этой причине стал объектом жёсткой критики и имеет низкую общую оценку. Так, ряд критиков[кто?] назвали фильм безумной фантазией режиссёра.
Как замечала Вита Рамм: "В "Миллионе лет..." режиссер не пожалел сатирических красок, показывая, как недостойные, но активные и бессовестные люди зачастую используют демократию для собственных целей. Достается от Жан-Жака и рядовым обывателям, всегда голосующим с большинством".

## В ролях
- Хосе Гарсия — Минор
- Венсан Кассель — Пан
- Серхио Перис-Менчета — Каркос
- Рюфюс
- Мелани Бернье
- Жан-Люк Бидо
- Клод Брассер